# Sphyranura
Sphyranura är ett släkte av plattmaskar. Sphyranura ingår i familjen Sphyranuridae.
Sphyranura är enda släktet i familjen Sphyranuridae.
Kladogram enligt Catalogue of Life:
| Sphyranura | \| \| Sphyranura oligorchis \| \| \| \| \| \| Sphyranura osleri \| \| \| \| |
|            | \| \| Sphyranura oligorchis \| \| \| \| \| \| Sphyranura osleri \| \| \| \| |
|            | Sphyranura oligorchis                                                       |
|            |                                                                             |
|            | Sphyranura osleri                                                           |
|            |                                                                             |